# توني بروس
توني بروس (بالإنجليزية: Tony Burrows)‏ هو موسيقي ومغني بريطاني، ولد في 14 أبريل 1942 في إكزتر في المملكة المتحدة.

## وصلات خارجية
- توني بروس على موقع IMDb (الإنجليزية)
- توني بروس على موقع ميوزك برينز (الإنجليزية)
- توني بروس على موقع أول ميوزيك (الإنجليزية)
- توني بروس على موقع ديسكوغز (الإنجليزية)